# Andrew Sinkala
Andrew Mutambo Sinkala (18 de junho de 1979) é um ex-futebolista zambiano que atuava como volante ou zagueiro.[carece de fontes?] Fez carreira no futebol da Alemanha, entre 1999 e 2015.

## Carreira
Revelado pelo Nchanga Rangers, Sinkala profissionalizou-se em 1998. No ano seguinte, assinou com o Bayern de Munique, que o integrou ao time B; jogou apenas 2 vezes pela equipe principal: sua estreia foi em dezembro de 1999, contra o Waldhof Mannheim, na primeira fase eliminatória da Copa da Alemanha (vencida pelo próprio Bayern), e o único jogo pela Bundesliga foi na vitória por 3 a 0 sobre o Hansa Rostock. Pelo Bayern II, Sinkala disputou 40 partidas e fez um gol, e venceu a Copa da Liga Alemã 2 vezes (1999 e 2000).
Sua melhor fase foi no Köln, onde atuou 83 vezes entre 2001 e 2006, com 4 gols, e o título da segunda divisão em 2004–05. Jogou também por Paderborn, Augsburg e Viktoria Köln, onde encerrou a carreira profissional em 2014. Seguiu atuando de forma amadora na temporada seguinte, no Köln-Worringen, última equipe de Sinkala como jogador.

## Seleção Zambiana
Sinkala representou a Seleção Zambiana em 3 edições da Copa Africana de Nações (2000, 2002 e 2006). Em 9 anos defendendo os Chipolopolo, foram 23 partidas e 2 gols.

## Vida pessoal
O pai de Andrew, Moffat Sinkala, disputou as Olimpíadas de 1980 pela Seleção Zambiana, enquanto seu irmão mais novo, Nathan, jogou também 3 edições da Copa Africana de Nações, vencendo a competição em 2012 (integrou o elenco dos Chipolopolo ainda em 2013 e 2015).

## Títulos
1.FC Köln
- 2. Bundesliga: 1 (2004–05)

Bayern de Munique
- Bundesliga: 1 (1999–00)
- Copa da Alemanha: 1 (1999–00)
- Copa da Liga Alemã: 2 (1999 e 2000)